# Marco Galli (cardinal)
Marco Galli (né en 1619 à Côme, en duché de Milan, et mort le 24 juillet 1683 à Rome) est un cardinal italien du XVIIe siècle. Il est un parent du cardinal Tolomeo Gallio (1565).

## Biographie
Marco Galli est gouverneur d'Ascoli, Pérouse, Ancona et Macerata. Il est référendaire au tribunal suprême de la Signature apostolique, secrétaire de la Congrégation des rites et de la Congrégation de l'Index et préfet d'Ombrie et della Marca pendant le pontificat du pape Alexandre VII. Il est élu évêque de Rimini en 1659 et est consacré le 26 juin de la même année par Federico Sforza. Il est envoyé comme nonce apostolique à Cologne (de 1659 à 1666) et à Naples (en) (de 1668 à 1671).
Le pape Innocent XI le crée cardinal lors du consistoire du 1er septembre 1681. Le pape le nomme légat apostolique à Bologne, mais Galli meurt avant de pouvoir occuper le poste.

## Succession apostolique
Marco Galli a ordonné les évêques suivants :
- Évêque Boudewijn Cats (de) (1662)
- Évêque Johannes Baptista van Neercassel (1662)